# Gayant (vonat)
A Gayant egy francia belföldi vasúti Trans-Europ-Express járat volt, mely 1978 és 1986 között közlekedett Párizs és Tourcoing között. Nevét a Gayant nevű óriásokról kapta, melyek Douai jelképei is.

## Története
Egy évvel a TEE-hálózat létrehozása előtt az SNCF, a Francia Államvasút vasút három üzleti járatot (francia nyelven: Trains d'affaires) vezetett be Párizs és a belga határ közelében fekvő északi ipari térség összekapcsolására. Ezeket a vonatokat mindkét irányba reggeli, déli és esti járatként vezették be. Kezdetben a szolgáltatásokat az RGP 600 sorozatú dízelmotorvonatokkal üzemeltették. 1959-ben ezeket Corail kocsikból álló mozdonyokkal vontatott vonatok váltották fel. Bár 1965-től engedélyezték a belföldi TEE-szolgáltatásokat, a Trains d'affaires-t csak 1978-ban helyezték át a TEE-járatok közé. A TEE hálózatba való átkerüléssel egyúttal elnevezték a járatokat is. A déli páros neve a Gayant lett.

## Menetrend
| TEE 36 | Ország        | Állomás           | km  | TEE 37 |
| ------ | ------------- | ----------------- | --- | ------ |
|        | Franciaország | Tourcoing         | 0   |        |
|        | Franciaország | Roubaix           |     |        |
|        | Franciaország | Lille/Rijsel      |     |        |
|        | Franciaország | Douai             |     |        |
|        | Franciaország | Arras             |     |        |
|        | Franciaország | Longueau (Amiens) |     | ↑      |
|        | Franciaország | Parijs Noord      | 263 |        |